# Myxilla sigmatifera
Myxilla sigmatifera är en svampdjursart som först beskrevs av Claude Lévi 1963.  Myxilla sigmatifera ingår i släktet Myxilla och familjen Myxillidae. Inga underarter finns listade i Catalogue of Life.